# Російські мережі
Російські мережі (рос. Российские сети) — оператор енергетичних мереж в Росії - одна з найбільших електромережних компаній в світі, яка володіє і управляє дочірніми і залежними товариствами - Міжрегіональна розподільна мережевими компаніями (МРСК), Федеральної мережевою компанією (ФСК ЄЕС), науково-дослідними та проектно-конструкторськими інститутами, будівельними організаціями .
Контролюючим акціонером є держава в особі Федерального агентства з управління державним майном РФ, що володіє 85,3% часткою в статутному капіталі.
Компанія управляє 2,29 млн км ліній електропередачі, 480 тис. Підстанціями трансформаторною потужністю понад 751 ГВА.
Повне найменування: Товариство з обмеженою відповідальністю «Російські мережі». 
1. 1 2  Rosseti - Consolidated Financial Statements for the year ended 31 December 2020 — Rosseti, 2021. — P. 77.